# エチオピア人を白く洗う
「エチオピア人を白く洗う」（エチオピアじんをしろくあらう）とは、イソップ寓話の1つであり、ペリー・インデックスにおいては、393番が振られている。この寓話はギリシア語の出典においてのみ見つかり、早い時期に不可能な試みを意味する慣用句となった。エンブレム・ブックに含まれていたため、ルネサンス期のヨーロッパで大いに流行り、大衆文化の一部となった。そこではおおっぴらな人種差別主義者的考えを後押しするのに、しばしば利用された。
一部の時期では、「黒人を白く洗う」とも表記されている。

## 寓話とその意味合い

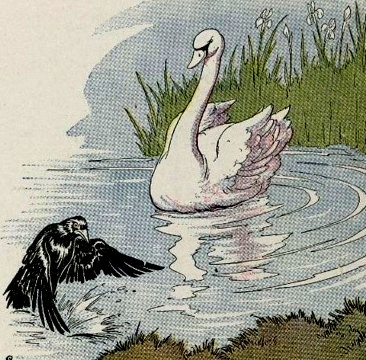
ミロ・ウィンターの、「カラスと白鳥 (The Raven and the Swan)」の寓話の挿絵（1919年）。

この物語は、ある黒人奴隷の主人が彼の奴隷は前の主人に面倒を見てもらえなかったから黒いのだと思いこみ、色を洗い落とそうとする話である。派生の中にはあまりにも長くかかりすぎたために、この可哀想な男は病気になったり、風邪で死んでしまうものさえある。古くは、エチオピアの語源となるギリシア語の Άιθιοψ（アイティオプス）は、黒い肌の者全員に用いられていた。ある派生では、川で体を洗っている人物はインド出身であると言及されている 。
この寓話に与えられた通常の意味合いは、人間の基本的性質は変わり得ないこと、またはトマス・ビュイックの著書「黒人」にあるように、骨に染み込んだものが肉から出ることはない（生来の性分は変わらない）ということである。彼は続けて、「天性の才能なしに芸術や科学を極めようと思うのなら、それは黒人を白く洗おうとするようなものだ。」と述べた。
18および19世紀において、この寓話は、黒人は倫理的にも社会的にも「生まれ持って」の劣等種とする認識を強化するのに用いられた。そのため、ビュイックの一般論的結論は全く悪意のないように見えるが、その根底にある醜悪なものは、天路歴程（1678年）の寓話で暗示されたものを見れば明らかになる。そこでは旅人は愚か者と間抜けに出くわした。「彼らはエチオピア人を白くするために洗濯していたが、洗えば洗うほど黒くなっていった。その後彼らは羊飼い達にどういうことか尋ねた。そこで羊飼い達は彼らに語った、曰く、卑しい人々というものはこの通りである。名声を高めようと手を尽くしても、結局のところ、ただその者をより忌まわしくするだけなのだろう。」

## 寓意的および格言的用法
この寓話に対する早期の言及は、ルキアノスの作品にある。彼は「無知者に抗して(Against an Ignoramus)」という警句において、格言的に Αιθοπα σμηχεις という表現を用いた。
君はいたずらにエチオピア人を洗う。なぜ諦めない？
真っ暗な夜を昼に変じさせることなんてできやしない。
15世紀にこの諺はミカエル・アポストリオスのギリシャ語収蔵物 (1.71)に現れ、エラスムスは「格言集」を編纂する際にこれを検討した。ラテン語で書かれていたがギリシア語の出典を引用しているこの本において、エラスムスは2つの翻案をあげた。まず、Aethiopem lavas、またはdealbas（エチオピア人を白く洗う、または白くする）で、不可能な作業の一覧に存在した。もう一つの翻案は、Aethiops non albescit（エチオピア人は白くならない）であった。
多くの版が出回った格言集は、ヨーロッパにおいて広く知られた慣用句の元になったが、もうひとつの作品も同様に影響力があった。それは、1534年に初めて出版され、度々版を重ねたアンドレーア・アルチャートのエンブレム・ブックであった。そこには気落ちしたエチオピア人が泉に座り、2人のヨーロッパ人は彼の色を洗い落とそうとしているところが描かれている。この図版の後にラテン語訳されたルキアノスの警句が続いた。ここから、このテーマがHieronymus Osiusと、イングランドのエンブレム製作者ジェフリー・ホイットニーに取り上げられた（1564年）。後者による長詩論評は、自然は逆らうべきものではなく、それゆえどんな行為においても、「良識に従い行動しようではないか」と結論付けた。
キリスト教圏のヨーロッパにおいてこの寓話の使用を促した第三の出典は、ユダヤ人の預言者エレミヤによるそれへの明らかな言及である。「ヌビア人（ヘブライ語でクシュ人）が肌の色を変えたり、ヒョウが斑点を変えられるか？」(エレミヤ書 13.23)。紀元前6世紀の変わり目頃と推定されるこれは、西アジア生まれの諺が寓話に先んじていた可能性があることを示している。しかしながら、新約聖書での洗礼を受けたエチオピア人の挿話 (使徒行伝 8.26-39) は、外見がすべてではない、あるいは内的な本性すらも変わりうるという異なる教訓を教えており、リチャード・クラショーのこの題材に関する警句、「Let it no longer be a forlorn hope/ To wash an Ethiop」の初めで、矛盾を招いている。
とはいえ、これと正反対のことをいう諺もかなりある。その中には「黒は他の色にならない」、「黒人を白くは洗えない」、「カラスは洗って白くなることはない」などのネガティブな表現も含まれている。3つの諺の内最後は、アフトニウスにより記録された「カラスと白鳥」（ペリー目録398番）の派生的寓話に端を発していると思われる。この寓話では、白鳥の羽に嫉妬したカラスが、色を洗い落とそうとして餓死する。その裏にある、人の基本的性質は変わりえないという教訓は、近東のイソップに相当するアヒカーの格言の一つである。「水が天国でも淀んでいるのなら、黒いカラスは白くなり、ミルラはハチミツのごとく甘くなる。そして無知なる者も愚か者も智を知り、賢くなるのかもしれない。」

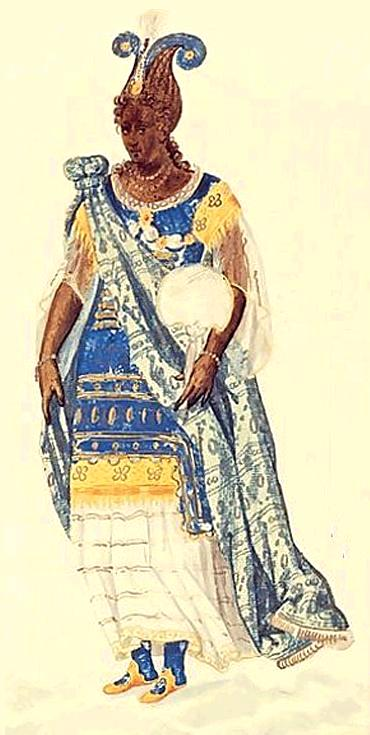
イニゴー・ジョーンズによる、ニジェールの娘の図案

創造された世界秩序を戻すには、神の恩寵を介さなければならない。そして、これはベン・ジョンソンの「黒の仮面劇」（1605年）においてルネサンス期の異教徒を演出する際の根底にある教理である。そこでは、ナイル川の神ニジェールが、娘の黒い肌を白くすることができる国を求めて、海から出現する。エチオピアの月の女神は、その探求はブリテンで終わるといい、彼を安心させる。そのやり取りは、
太陽は世を治め、高きより恵みをもたらす:
その輝きは昼夜を問わず、力強く
エチオピア人を白くし、死者を蘇らせる

その光は理を知り、母なる自然が過ぎゆけば
無知なる全ての生き物を救い給う

汝の娘を前に呼びよせよ :
彼女らをしてブリテン人の前へ
大地に打ち寄せ、その跡を残す
自然の恩寵に満ち溢れ漂う

堂々と海岸へ招きよせ
美しきものはもはや焦がされない :
この太陽はあたたかく、清らかで
万物は燦然と輝くあの方のもの
同様な発想は、ジョンソンの後の仮面劇「ジプシーの変身」（1621年）でも再び使われ、ここでは黄褐色から白への肌の色の変更であった。
後期の奴隷貿易においてそれに伴う人種的混合は、この格言的な言葉に新しい意味を与えた。バルバドスでは、「ヨーロッパ人とアフリカ人が交わるところでは、混血が生まれる。ヨーロッパ人と混血が交われば、八分の一混血児が生まれ、八分の一だけ白い。もし八分の一混血児が白人と交われば、四分の一混血児が生まれ、四分の一だけ白い。もし四分の一混血児と白人が交われば、マスティ（白人の血が強い混血）が生まれる。そしてマスティがヨーロッパ人と交われば、マスティフィノが生まれ、八分の七だけ白い（または、「八分の七だけ人間」）。そしてその過程は、「黒人を白く洗う」と呼ばれた」と記録されている。

## 著名な文献
イギリスとアメリカにおけるこの寓話の一般的な描写の大半は、程度の差はあるが攻撃的である。ヘンリー・ベイト・ダッドレイによるコミックオペラ「The Blackamoor Wash'd White」の歌詞は、ネガティブな人種差別のステレオタイプを永く残すものとして、引用されてきた。1805年に、エドワード・ボールドウィンというペンネームを使っていた作家ウィリアム・ゴドウィンは、「古代と現代の寓話、子供向けに編纂」に、（「黒人を白く洗う」という表題をつけ）この寓話を含めた。。そこで彼は、つまらない現代的な細部で、イソップの簡潔にして的を射た内容を引き延ばすことの不利益と、「リベラル」な哲学者でさえ、時勢を克服するということがどれだけ難しいことなのかを論証している。ユーモア文学作家トーマス・フッドは、詩「A Black Job」で同様に不快な記述を行った。これは「カラスが引っ込み、白鳥が出てくる」ように、アフリカ人の肌の色を洗い落とそうとする偽善行為を主題にとっている。
視覚的描写もほぼ同様である。アイザック・クルックシャンクは「黒人を白く洗う」という表題で、1795年に風刺画の印刷物を発行した。将来のジョージ4世の愛妾を風刺しているこれは、フランセス・ ヴィリアーズが肘掛椅子に掛けながら、ムラートの肌をもつ彼女の顔を二人の女性が洗っている様を描いている。皇太子は足元にかがみ鉢を差し出している、吹き出しには、彼のセリフとして「もっと洗って！！もっと水を、」とあり、そして彼女は「白くなってる？」と問いかけている。右の女性は洗濯ブラシをもって、ジャージー夫人の顔に石鹸玉を乗せている。

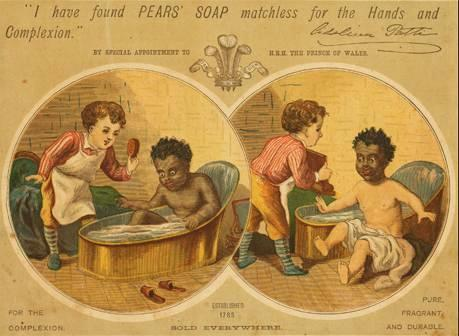
イソップ寓話に基づく初期のPears Soapの広告（1884年）

同じ表題が、「ジャンガ・バハドゥル・クンワルと入浴する騎士団」という副題をつけて、1858年のパンチの漫画に使われた。これはインド大反乱中の支援に対する見返りに、ネパールの統治者をバス勲章のナイト・グランド・クロスに叙勲したことを土台にしている。アルチャートの象徴的観念を戯画にしたこれは、中世の鎧を纏った騎士の一団が、湯で満たされた浴槽につかりながら、レガリアを身に着けて中でうずくまっている王を洗い流している。付随する文章では、これを「無意味な沐浴」と呼び、「ジャンガ・バハドゥルは赤黒い顔色のジェントルマンだ。入浴で白くはならないだろう。」と述べている。
Pears Soapの一連の広告もこの寓話をテーマとして用い、文字通りこの製品を使った後、黒人の子供の肌の色が落ちていく様を描いている。1884年のクリスマスに、雑誌Graphicで初めて登場し、すぐに反響を呼んだ。間もなく、ミンストレル・ショーの興行師ハリー・ハンターによる流行歌「Poor Little Liza」の中で「そして、可哀そうなリズ、可哀そうな小さなリザは、/ いいたくはないけれど、/ 彼女はPears soapを2個手に入れた / そして、身体を洗い流した。」と歌われた。後の1901年のクリスマスの広告では、黒人の母親が叫ぶ子供を洗濯槽に連れていき、3人の心配そうな若者が小屋の近くで見つめているところが描かれている。見出しは「おいおい、アイツ黒ん坊を白くしようとしてんぞ」というものだった。